# Monopeltis galeata
Monopeltis galeata — вид плазунів з родини амфісбенових (Amphisbaenidae). Мешкає в Центральній Африці.

## Поширення і екологія
Monopeltis galeata мешкають на заході Габону, а також спостерігалися в Екваторіальній Гвінеї, Камеруні та Республіці Конго. Вони живуть у вологих тропічних лісах.